# Чернакова, Анна Эдуардовна
Анна Эдуардовна Чернакова — российская актриса, кинорежиссёр, сценарист, продюсер, художник и монтажёр. Родилась в Санкт-Петербургe, жила и работала в Канаде, Англии и России.
В 90-х переехала в Канаду, где познакомилась с Гэвином Брайерсом, с 2008  снова работает в России.
В 2015 году вместе с Александром Адабашьяном основала студию детских и юношеских фильмов «Студия Первый А».

## Образование
- 1989 — Государственное Художественно-промышленное училище им. В.Мухиной[5].
- 1993 — ВГИК им Герасимова, мастерская М. М. Хуциева.
- Член Союза кинематографистов и гильдии кинорежиссёров России.
- Член Гильдии режиссёров Великобритании.
- 2015 — Доктор философии (The Slade School of Fine Art, University College London)[6]

## Фильмография

### Режиссёр

#### Художественные фильмы
2023 «Катя-Катя» (Россия)
2020 «Про Лёлю и Миньку» (Россия)
2017 «Жили-были мы» (Россия)
2013 «Собачий рай» (Россия)
2010 «Смерть в пенсне, или Наш Чехов» (Россия)
2008 «Сезон туманов» (Россия-Англия)
2002 «Море и звёзды» / Sea and Stars (анимационный, Канада)
2000 «Последнее лето» / Last Summer (телефильм, Канада)
1993 «Вишнёвый сад» (Россия)

#### Документальные фильмы
2007 д/ф «Мир и другие космические истории» (Англия)
2006 д/ф «Дуэт» (Канада)
2005 д/ф «КлодельНО» (ClaudelNO) (Англия-Франция)
2002 д/ф «Надписи на воде» (‘Writings on Water’) (Англия-Италия)
2001 д/ф «Музыка для тысячелетия» (‘Billesdon Millennium Music', (Англия)

### Сценарист
2023 «Катя-Катя» (в соавторстве с Александром Адабашьяном)
2020 «Про Лёлю и Миньку» (в соавторстве с Александром Адабашьяном)
2017 «Собибор» (в соавторстве с Александром Адабашьяном)
2017 «Жили-были мы» (в соавторстве с Александром Адабашьяном)
2010 «Смерть в пенсне, или Наш Чехов» (в соавторстве с Александром Адабашьяном)
2008 «Сезон туманов» (в соавторстве с Евгенией Тирдатовой)
2002 «Море и звёзды» / Sea and Stars (анимационный)
1993 «Вишнёвый сад»

### Продюсер
2023 «Катя-Катя» (Россия)
2020 «Про Лёлю и Миньку»  (Россия)
2017 «Жили-были мы»  (совместно с Юрием Сапроновым, Россия)
2013 «Собачий рай» (совместно с Юрием Сапроновым, Россия)
2010 «Смерть в пенсне, или Наш Чехов» (совместно со Станиславом Николаевым, Россия)
2008 «Сезон туманов» (совместно с Евгенией Тирдатовой, Россия-Англия)

### Художник
2008 «Сезон туманов» (Россия-Англия)
2002 «Море и звёзды» / Sea and Stars (анимационный, Канада)
1993 «Вишнёвый сад» (Россия)

### Монтажёр
2023 «Катя-Катя» (Россия)
2020 «Про Лёлю и Миньку» (Россия)
2017 «Жили-были мы» (Россия)
2013 «Собачий рай» (Россия)
2010 «Смерть в пенсне, или Наш Чехов» (Россия)
2008 «Сезон туманов» (Россия-Англия)
2002 «Море и звёзды» / Sea and Stars (анимационный, Канада)
2000 «Последнее лето» / Last Summer (телефильм, Канада)
1993 «Вишнёвый сад» (Россия)

### Актриса
2020 «Японский Бог» (реж. А. Басов, Россия)
1992 «Бесконечность» (реж. М. Хуциев, Россия, как Анна Кудрявцева)

## Фестивали и награды

#### «Вишнёвый сад» (1993, Россия)
Гран-при на кинофестивале в Минске (1994)
участвовала во многих международных фестивалях, включая конкурсные программы на «Кинотавре» (1994) и Международном кинофестивале в Токио (1993).

#### «Море и звёзды» (Sea and Stars, 2002, Канада)
участвовал в более тридцати международных фестивалях

#### «Сезон туманов» (2008, Россия-Англия)
Приз за лучшую женскую роль на фестивале «Киношок», Россия, 2008
Специальный приз жюри и Приз за лучшую женскую роль на кинофестивале «Верное сердце», Россия, 2008
Гран-при за лучший художественный фильм и Приз за лучшую мужскую роль на международном кинофестивале «Русское зарубежье», Россия, 2009.

#### «Смерть в Пенсне, или Наш Чехов» (2010, Россия)
Гала-премьера в рамках официальной программы 32 ММКФ, 2010
Фестиваль «Сталкер», Конкурсная программа, Россия, 2010
Фестиваль Кино в Чебоксарах, Россия, 2010 — Приз за лучшую роль второго плана
Фестиваль «Чеховские дни» в Таганроге, 2010
Международный кинофестиваль в Севильи, Официальная программа, Испания, 2011

#### «Собачий рай» (2013, Россия)
Специальный приз жюри, «Окно в Европу», Выборг, Россия, 2013
Приз за лучшую режиссёрскую работу и Приз за лучшую женскую роль — фестиваль «Сердце Байкала», Иркутск, Россия, 2013
Приз за лучшую детскую роль — фестиваль «Киномай», Санкт-Петербург, 2013
Фильм открытия и Специальный диплом жюри — Международный кинофестиваль «Краски мира», Елабуга, Россия, 2013
II Приз за лучший фильм — «Человек познаёт мир», Углич (2013)
Приз за луч«Собачий рай» (2013, Россия)шую женскую роль и Приз за лучшую операторскую работу — фестиваль «В кругу семьи», Екатеринбург, 2013
Фестиваль «Сталкер», Конкурсная программа, Россия, 2013
Фестиваль «Лучезарный ангел», Конкурсная программа, Россия, 2013
Номинации «Лучший сценарий» и «Лучшая работа художника по костюмам» Российской киноакадемии «Золотой Орёл», 2013
Международный кинофестиваль в Портланде, Официальная программа, США, 2014

#### «Жили-были мы» (2016, Россия)
Премия Российской киноакадемии «Золотой Орёл» (2017)  - номинация «Лучшая работа художника-постановщика»
Кинофестиваль «Окно в Европу» (Выборг) (2017) – Приз С. и А. Ростоцких

#### «Про Лёлю и Миньку» (2020, Россия)
Премьера - 42-й Московский международный кинофестиваль (Москва, 1-8 октября 2020) - Лучший фильм Российских программ ММКФ – Диплом межрегиональной общественной организации «Федерация киноклубов» «За смелое открытие мифологии счастья у Зощенко»
Международный фестиваль детского и юношеского кино «Герой» (Красноярск, 19-23 ноября 2020) – Приз за Лучшую женскую роль - актриса Евгения Щербинина (Лёлька)
Международный Большой Детский Фестиваль (17 октября – 30 ноября 2020) - Лучший Фильм для детей – Приз Родительского жюри
ХIV Всероссийский фестиваль исторических фильмов «Вече» (Великий Новгород, 3-7 декабря 2020) - Приз за лучший сценарий
IV Нижегородский благотворительный фестиваль «Детский КиноМай» (Москва, Нижний Новгород, декабрь 2020) – Приз зрительских симпатий.
II кинофестиваль «Неделя Российского кино в США» (Нью-Йорк, 21-29 января 2021) - участник
XVI Международный православный Сретенский кинофестиваль «Встреча» (Обнинск, 15-21 февраля 2021) – Приз «Лучший режиссёр» – Анна Чернакова; Приз Козельской Епархии "Лучший фильм о семье".
XII Международный фестиваль кино и телепрограмм для семейного просмотра имени Валентины Леонтьевой «От всей души» - (Ульяновск, 25-29 мая 2021) – Приз за лучшую женскую роль – актриса Татьяна Рыбинец (взрослая Лёля)
XXV Всероссийский Фестиваль визуальных искусств в ВДЦ «Орлёнок» (Туапсе, 5-13 июля 2021) – Приз «За оригинальное художественное решение» - художник-постановщик Александр Адабашьян; Приз в номинации «Лучшая эпизодическая роль» - актер Константин Глушков.
XXVII Российский кинофестиваль "Литература и кино" (Гатчина, 24 сентября - 2 октября 2021, Гатчина) – Приз зрительских симпатий.
XVIII Международный благотворительный кинофестиваль «Лучезарный Ангел» (Москва, 23 – 20 ноября 2021) – Приз «Лучший фильм для детей и юношества».
Участник фестивалей:
Международный кинофестиваль стран Азиатско-Тихоокеанского региона во Владивостоке «Меридианы Тихого» (Владивосток),  XXIX Всероссийский кинофестиваль «Виват кино России!» (Санкт-Петербург), XIII Смоленская благотворительная кинонеделя (Смоленск),  XX открытый областной кинофестиваль «Дети и сказка» памяти А.Роу (Иваново), Международный кинофестиваль «Западные ворота» (Псков) и др.